# تشنارجافري (دوستان)
تشنارجافري (بالفارسية: چنارجافری) هي قرية تقع في إيران في قسم دوستان الريفي.